# BKChem
BKChem ist ein Zeichenprogramm zur Erstellung von chemischen Formeln. Das Programm ist unter der GPL-Lizenz verfügbar und wurde ursprünglich von Beda Kosata in der Programmiersprache Python entwickelt. Das Programm ist nach Aussage des Entwicklers ein Feierabendprojekt und derzeit in der Version 0.13.0 erhältlich. Seit 2010 wurden keine neuen Versionen veröffentlicht.

## Plattformen
BKChem ist ein Open-Source-Programm und somit als Quellcode verfügbar. Es gibt kompilierte Programmpakete für Windows XP, macOS und Linux. Für viele Linux-Distributionen sind angepasste Programmpakete in den Repositorien verfügbar.

## Programmfeatures
Neben dem Zeichnen von chemischen Formeln mit Reaktionspfeilen, Radikalen, Elektronenpaaren und Ladungen beherrscht BKChem auch Template. Der Export der Strukturen nach SVG (mit optionaler Cairo-Unterstützung), Open Office, PDF, EPS, MDL Molfile, PNG, SMILES und InChI wird unterstützt. Als Import kann man Molfile sowie SMILES und InChI (letztere beide ohne Stereochemie) auswählen. Als Sprachversionen stehen Deutsch, Englisch, Französisch, Tschechisch und Polnisch zur Verfügung.

## Startbild
Beim Starten des Programms erscheint als Startbild das THC-Molekül, einer der psychoaktiven Wirkstoffe im Cannabis.